# Astragalus

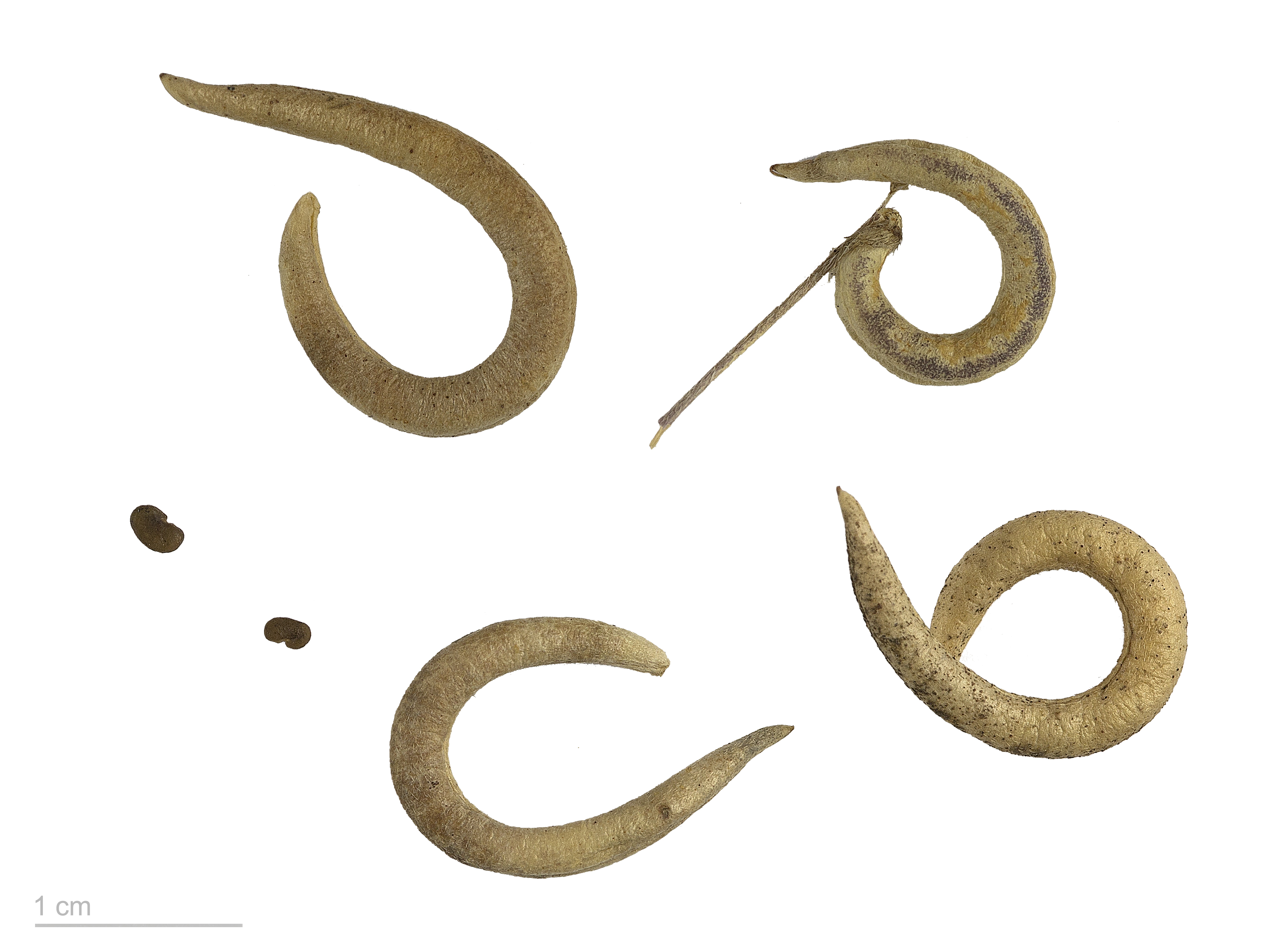
Astragalus hamosus

Astragalus este un gen de plante din familia Fabaceae, subfamilia Faboideae, care cuprinde circa 2000 de specii.
Astragalus este o planta medicinala, folosita de peste 2000 de ani in Medicina Traditionala Chineza, fiind considerata un “tonic superior”. Partea utilizata in acest scop este radacina. În scop medicinal Astragalusul este recomandat pentru o varietate mare de afecțiuni, el fiind considerat și plantă adaptogen.
Componente bioactive ale Astragalusului sunt: polizaharide, monozaharide, flavonoide, colina, betaina, aminoacizi, cumarine, triterpene (astragaloside), seleniu, zinc, magneziu, crom, fitoestrogeni (formononetina, soiasapogenoside).